# Göran Therborn
Göran Therborn (Kalmar, 23 de septiembre de 1941) es un profesor sueco de sociología en la Universidad de Cambridge. Estudió en la Universidad de Lund (Suecia), donde se doctoró en 1974. 
Ha publicado en numerosas revistas, como la revista New Left Review, y sus textos son conocidos por el desarrollo de las preocupaciones y temas típicos del marco político y sociológico del último marxismo: intersección entre estructura de clase y las funciones del aparato del estado, la formación de la ideología del sujeto y el futuro de la tradición marxista.

## Obras
- Science,Class & Society, Verso, (1976) [Existe traducción española Ciencia, clase y sociedad, Siglo XXI, 1980]
- Therborn, Göran (1977). "The rule of capital and the rise of democracy ('Capital and suffrange', cover title)". New Left Review. I 103 (The advent of bourgeois democracy): 3–41.
- What Does the Ruling Class do When it Rules?: State Apparatuses and State Power under Feudalism, Capitalism and Socialism (1978)(Reprinted as Radical Thinkers Series, Verso (2008)) [Existe traducción española ¿Cómo domina la clase dominante? Aparatos de Estado y poder estatal en el feudalismo, el socialismo y el capitalismo, Siglo XXI, 1979]
- The Ideology of Power and the Power of Ideology (1980)(Reprinted as Verso Classic (1999)) [Existe traducción española La ideología del poder y el poder de la ideología, Siglo XXI, 1978].
- Why Some Peoples are More Unemployed than Others (1986)
- European Modernity and Beyond: The Trajectory of European Societies, 1945-2000 (1995)
- Between Sex and Power: Family in the World, 1900-2000 (2004)
- From Marxism to Post-Marxism? (2008) [existe traducción española ¿Del marxismo al Posmarxismo?, AKAL, 2014.]
- Handbook of European Societies: Social Transformations in the 21 Century (2010)
- The World: A Beginner’s Guide (2011)
- The Killing Fields of Inequality (2013) [existe traducción española La desigualdad mata, Alianza, 2015.]